# 创世纪III：出埃及记
《创世纪III：出埃及记》是一款由理查·蓋瑞特制作、Origin Systems发行的电子角色扮演游戏。游戏是创世纪系列第三部作品，最初于1983年在Apple II发行。
Exodus同样也是游戏中反派的名称。与前作不同的是，玩家可以控制一组4个角色，而不是一个。值得一提的是1987移植到任天堂紅白機(FC)。
《创世纪III：出埃及记》共售出12万份。